# Guido Gezelle
Guido Pieter Theodorus Josephus Gezelle (født 1. maj 1830 i Brügge, død 27. november 1899 sammested) var en indflydelsesrig flamsksproget digter og forfatter og katolsk præst fra Belgien. 
Han blev født i Brügge, en by i den belgiske provins Vest-Flandern, hvor han kom til at bo det meste af sit liv. Han var søn af Monica Devriee og Pieter Jan Gezelle, der var uddannet gartner. Guido Gazelle var også onkel til den berømte forfatter Stijn Streuvels (Frank Lateur). Han blev ordineret som præst i 1854 og arbejdede som lærer og præst i Roeselare. 
Guido Gezelle arbejdede med at udvikle et uafhængigt flamsk sprog som skulle være mere eller mindre separeret fra det nederlandske sprog, der havde et mere "hollandsk" præg. Han benyttede sig af et nederlandsk som var voldsomt inspireret af den lokale vest-flamske dialekt i sin digtning. Hans arbejde var ofte påvirket af hans mystiske kærlighed til Gud og skabelsen. Senere blev hans arbejde associeret med den litterære impressionisme, som han i dag betragtes som ophavsmanden til.